# Бале (Хорватия)
Бале (хорв. Bale, итал. Valle) — община и населённый пункт в Хорватии.
Община Бале находится в западной части Хорватии в Истрийской жупании.

## География
В состав общины входят следующие населённые пункты (данные о населении на 2011 год):
- Бале — 936 чел.
- Голаш — 114 чел.
- Крмед — 77 чел.

## Демография
Население общины составляет 1 127 человек по переписи 2011 года. Национальный состав выглядит следующим образом :
- 61,22 % хорваты — 690 чел.
- 23,07 % итальянцы — 260 чел.
- 2,93 % босняки — 33 чел.
- 0,80 % сербы — 9 чел.
- 0,53 % албанцы — 6 чел.
- 0,44 % словенцы — 5 чел.
- 0,27 % немцы — 3 чел.
- 0,18 % венгры — 2 чел.
- 0,09 % евреи — 1 чел.
- 0,09 % русины — 1 чел.
- 0,09 % черногорцы — 1 чел.
- 0,09 % чехи — 1 чел.
- 0,8 % другие — 9 чел.
- 7,45 % региональная принадлежность — 84 чел.
- 1,60 % затруднились ответить — 18 чел.
- 0,27 % неизвестно — 3 чел.

## Достопримечательности
- Дворец-замок Бембо
- Ратуша XIV века
- Церковь Святого Духа